# باجاج هندوستان
باجاج هندوستان (انگلیسی: Bajaj Hindusthan) شرکت صنایع غذایی هندی است، که در سال ۱۹۳۱ توسط جمالال باجاج تأسیس شد.